# Chaim Kamhi
Chaim Kamhi, auch Haïm Camhi († 1730), war ein jüdischer Gelehrter an der Wende des 17. zum 18. Jahrhundert und von 1677 bis 1715 Großrabbiner in Konstantinopel.